# Hopfenmarkt

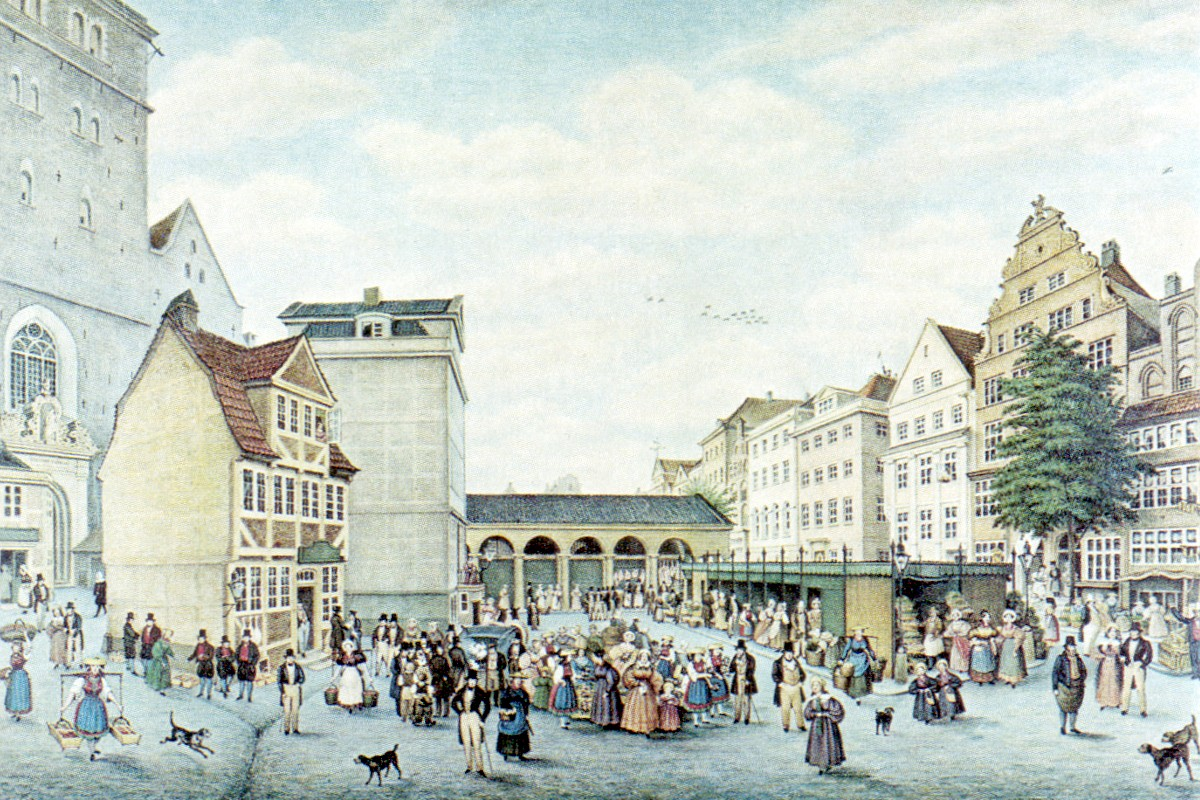
Der Hopfenmarkt im Jahre 1836, Zeichnung von Carl Lill

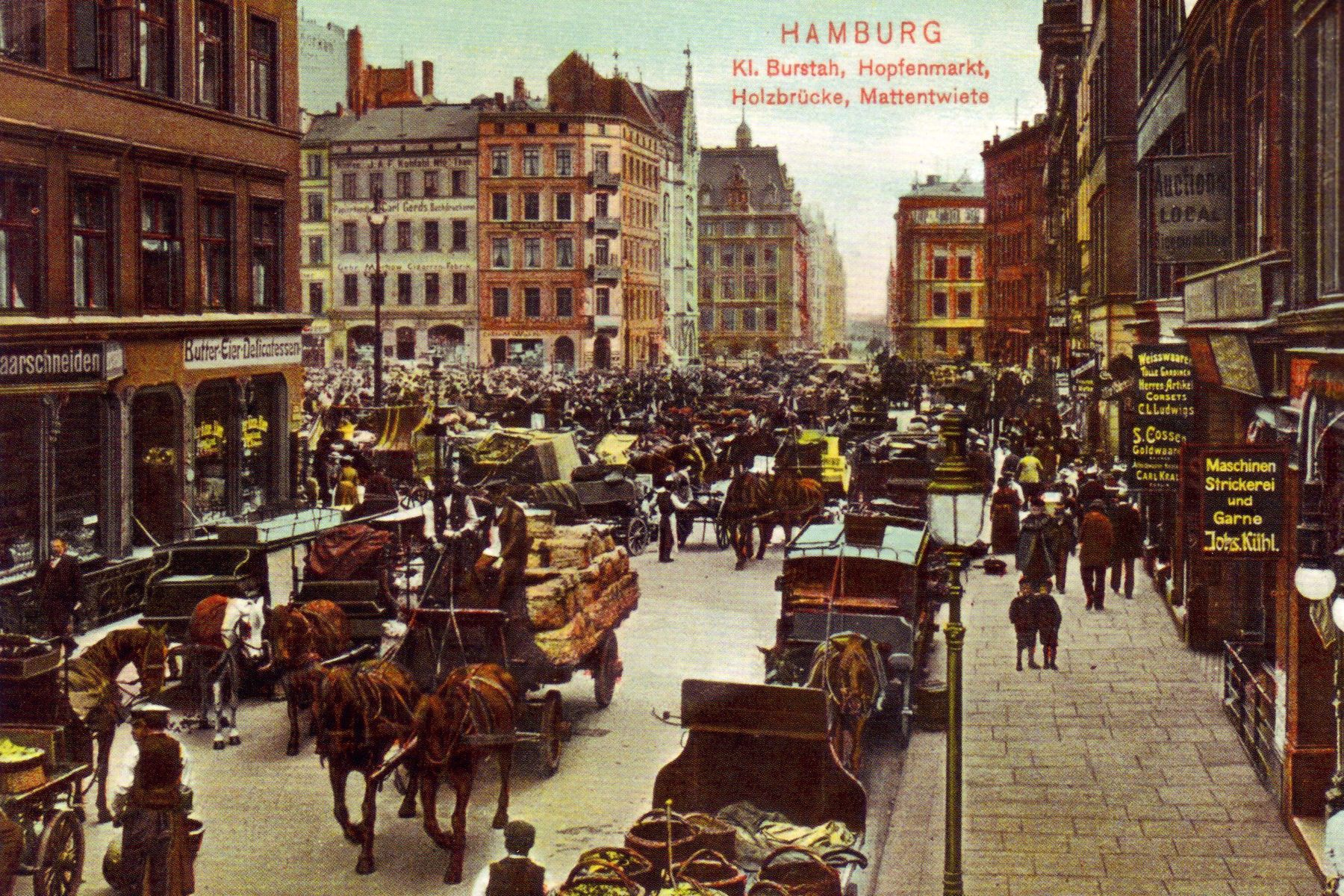
Markttreiben auf dem Hopfenmarkt um 1900: Blick vom Kleinen Burstah in Richtung Holzbrücke und Mattentwiete

Der Hopfenmarkt ist ein früherer Marktplatz in Hamburg-Altstadt vor der Ruine der ehemaligen Hauptkirche St. Nikolai.

## Geschichte
Der Hopfenmarkt entstand Ende des 12. Jahrhunderts als Hauptplatz der mittelalterlichen gräflichen Neustadt (nicht zu verwechseln mit dem heutigen Stadtteil Hamburg-Neustadt aus dem 17. Jahrhundert). Hier stand auch das erste Rathaus der Neustadt. Nach deren Vereinigung mit der bischöflichen Altstadt (um 1220) erhielt der Platz die Bezeichnung „Neuer Markt“ im Unterschied zum Alten (Fisch-)Markt in der Altstadt. Auf dem neuen Marktplatz standen anfangs 40 bis 60 Marktbuden sowie der sogenannte „Fleisch-Schrangen“, eine amtlich zugelassene Verkaufsstelle für Fleisch.
Der Name Hopfenmarkt (forum humili-lupuli) ist erstmals 1346 belegt. Damals galt Hamburg mit seinen zahlreichen Brauereien als „Brauhaus der Hanse“ und bezog dafür in großem Umfang Hopfen nicht nur aus der näheren Umgebung, sondern aus ganz Norddeutschland. Zur Sicherung der Hopfenversorgung bestand zeitweise sogar ein Stapelrecht für Hopfen.
Nach dem Hamburger Brand von 1842 wurde der Hopfenmarkt zum zentralen Hamburger Großmarkt für Lebensmittel. Der Markt wurde in zeitgenössischen Reisebeschreibungen als Sehenswürdigkeit angepriesen, die „den Fremden einen tiefen Blick in das Leben der unteren Hamburger Volksklassen werfen lassen und nicht ohne Nutzen und Vergnügen vorüberstreichen“ werde. Von 1897 bis zur endgültigen Verlegung des Marktbetriebs auf den Deichtorplatz im Jahr 1911 wurde hier ausschließlich Gemüse verkauft; 1907 standen auf dem Marktplatz 900 Verkaufsstände.
Seit der Aufhebung des Marktbetriebs wird der Platz überwiegend als Parkplatz genutzt; ein Teil der einstigen Marktfläche wird zudem von der nach dem Zweiten Weltkrieg neuangelegten Ost-West-Straße (heute: Willy-Brandt-Straße) eingenommen. Noch bis Mitte 2014 fand auf dem Hopfenmarkt donnerstags ein Wochenmarkt statt. Das Bezirksamt untersagte dies jedoch, da das Warenangebot zu wenig wochenmarkttypisch sei.

## Vierländerin-Brunnen und „Tempel“

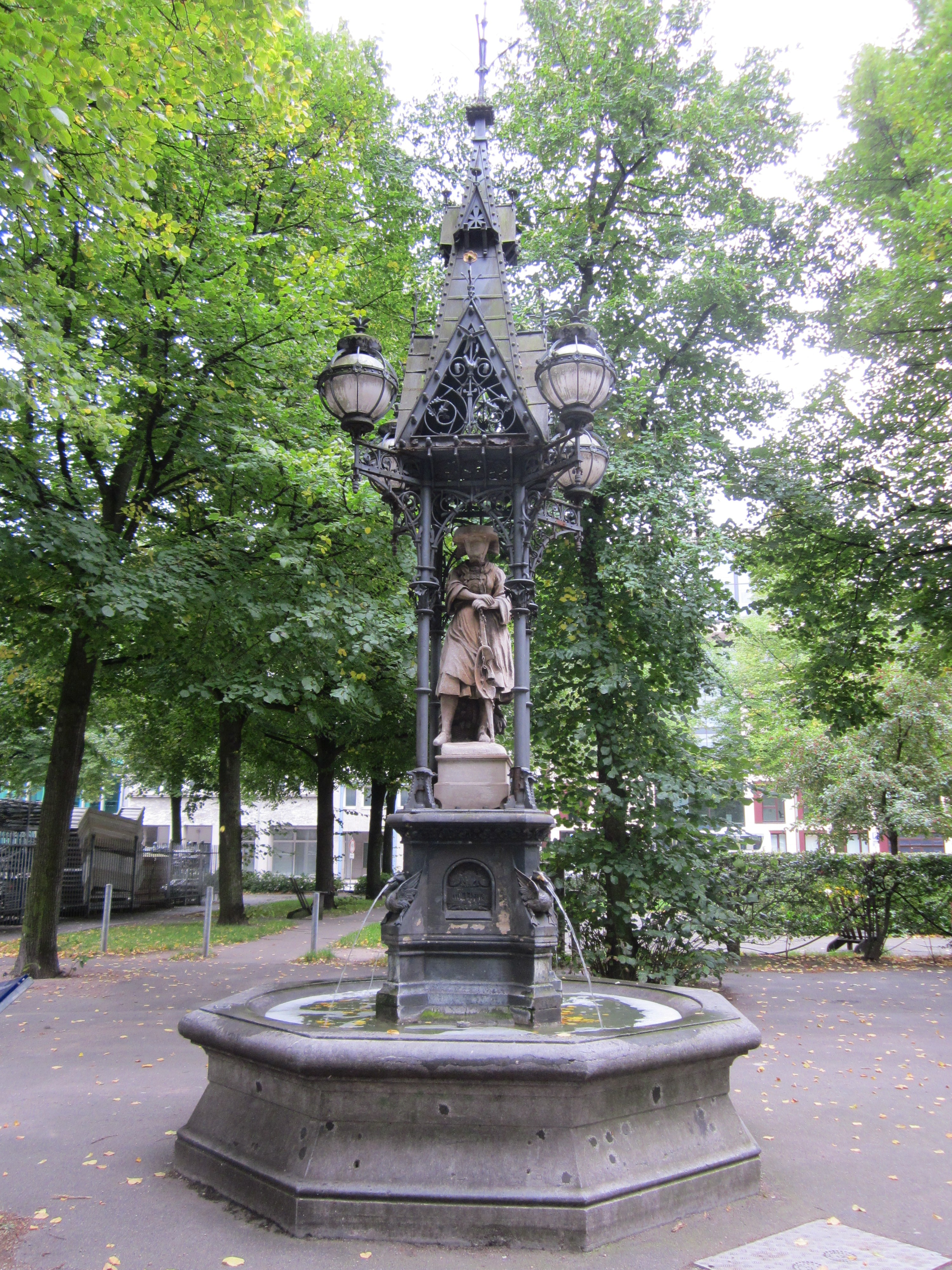
Der Vierländerin-Brunnen

Auf dem Platz befindet sich seit 1975 der Vierländerin-Brunnen, der daran erinnert, dass viele der einst auf dem Hopfenmarkt gehandelten Waren aus den Vierlanden stammten. Ursprünglich stand der von Engelbert Peiffer geschaffene Brunnen auf dem Meßberg, ab 1962 dann bei den neuen Großmarkthallen an der Amsinckstraße.
Auf einer kleinen heckengesäumten Grünfläche im Zentrum des Platzes steht zudem seit 1984 das Kunstwerk „Tempel“ von Ulrich Rückriem als Teil des Mahnmals St. Nikolai.